# 胡國興
胡國興，GBS，CBE，QC（英語：Woo Kwok-hing，1946年1月13日—），於1992-2011年擔任香港法官，官至香港高等法院上訴法庭副庭長，期間以法官身份在1993-2006年兼任香港選舉管理委員會主席，故暱稱「胡官」。1969-1992年私人執業大律師，1986-2004年兼任樹仁學院（今樹仁大學）法律及工商學系系主任。2017年競選香港特首選舉，在三名候選人裡敬陪末席。

## 簡歷

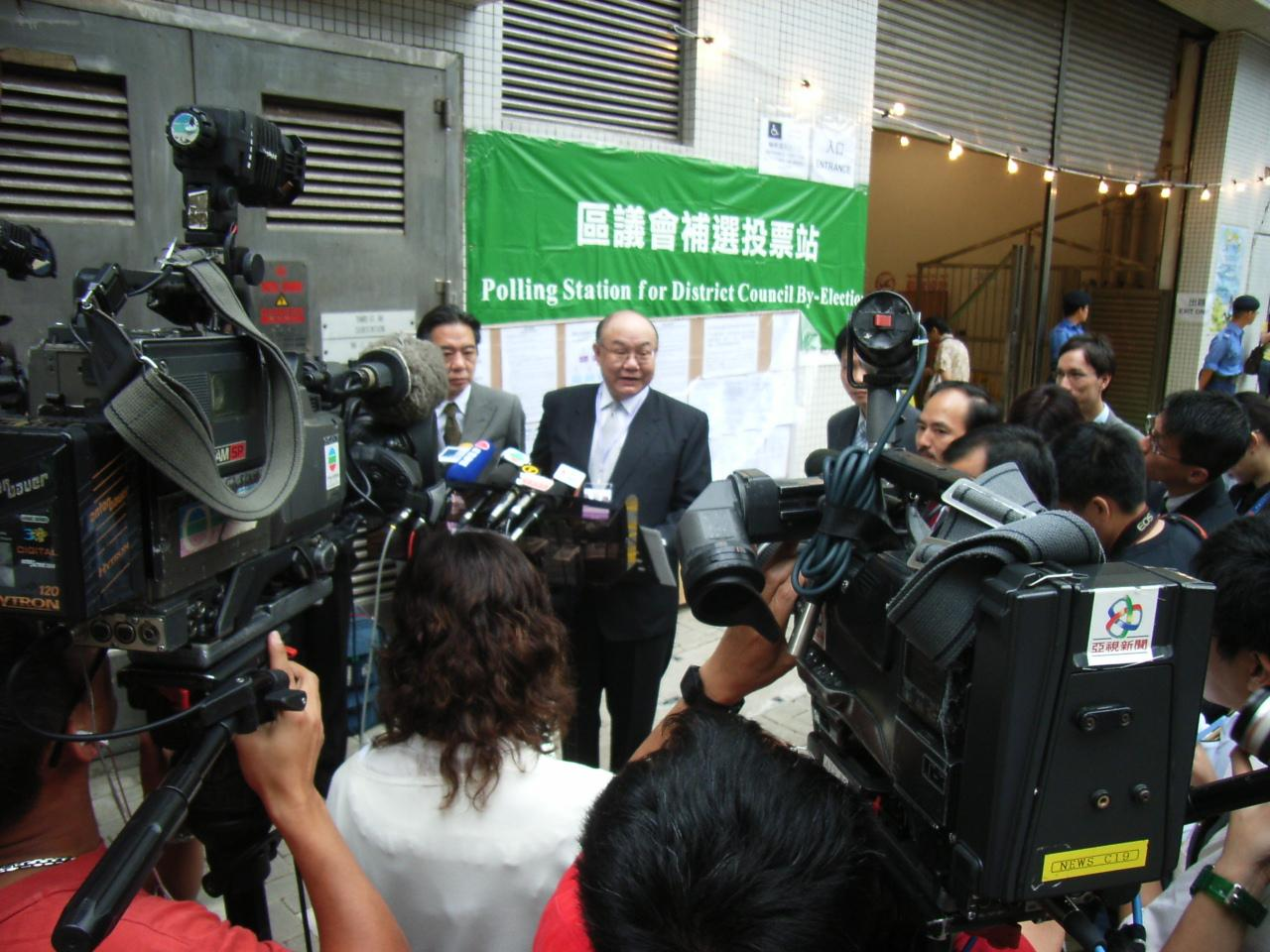
2006年6月，時為香港選舉管理委員會主席

胡國興生於香港官涌上海街221號，來自建築商之家，年幼時生活富足，1960年代電視未普及時，胡家已經擁有當時非常珍貴的電視機，家裏設有乒乓球桌，有數名留宿工人。在九龍佐敦上海街長大，住處樓下就是舞廳。小時候親眼目睹黑社會收取保護費，出於厭惡不公義，及受電影《控方證人》的大律師形象吸引，故立志讀法律。
胡國興於1965年在傳統名校英華書院畢業後，繼而到英國伯明翰大學攻讀法律，1968年取得法學士，1969年取得倫敦大學學院法學碩士，1970年正式成為律師，曾向夏佳理學師。1969年和1970年先後取得英國與香港的執業大律師資格，1986年他還取得美國紐約州律師資格，曾私人執業。至1987年，胡國興獲冊封為女王御用大律師。
1992年，胡國興獲香港政府任命為最高法院原訟庭法官，並過渡至1997年政權移交後的香港特區高等法院原訟法庭，2000年升任高院上訴法庭法官，2004年出任副庭長，直到2011年開始退休前休假，一年後正式退休。
胡國興出任法官後，也開始涉足多種公職，其中最為人所知的是擔任選舉管理委員會主席。1993年彭定康就任最後一任香港總督後，胡國興獲委任為選管會主席。這項公職也過渡到香港特區時期，直到2006年方才卸任。在這13年間，胡國興自己成為了選舉宣傳的「活招牌」。據《南華早報》指出，雖然胡國興被視為保守派，但憑著其幽默感，許多會招惹廣泛批評的決定和說話由胡法官說出口，都總能安然度過。他甚至曾經利用自己的病況幽默一番。《南華早報》記載，1998年1月胡國興因急性胰臟炎住院，出院後沒幾天就出席選民登記宣傳活動。
由於他對選舉工作的貢獻，他於1996年及2002年分別獲頒受大英帝國司令勳章（CBE）及金紫荊星章（GBS）勳銜。 
胡國興在1993年以法官身份透過居英權計劃取得英國公民身份，在2016年因參選香港行政長官而放棄。

## 參選行政長官

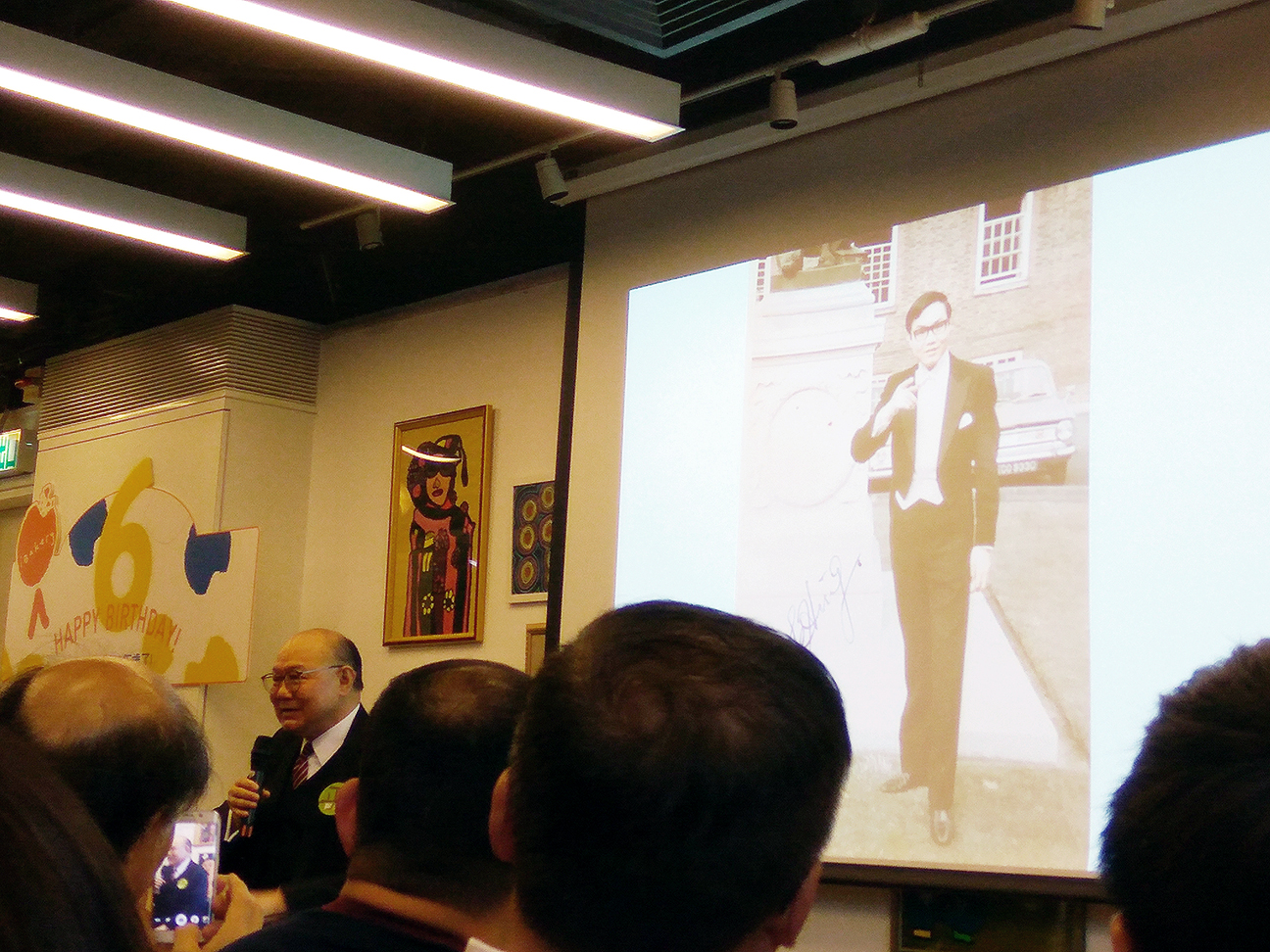
2017年2月3日，「國興會」暢談個人背景及參選細節

### 首人宣佈參選行政長官
2016年10月，政界突然傳出胡國興有意參選特首。胡國興在退休後，還繼續為高等法院擔任暫委法官。在宣佈參選的記者會上，胡國興說，他就是等到10月18日完成一切審訊，告別法官身份後，才正式宣佈參選。
胡國興與不少人一樣，打著反對梁振英的旗號參選。他認為梁振英不能照顧香港的整體利益，並難以消除香港人的怨憤與社會分化。他表明反對8·31決定，提出要在五年內重啟政改，但稱不是要修改「8·31決定」，而是由特首向中央提交新的「誠實的報告」以啟動程序，好讓人大常委會因應形勢作出新的決定。
作為一無被中共「祝福」的候選人，胡國興的勝算一直不被人看好。有人認為他與1996年參選特首的退休法官楊鐵樑，同為陪襯其他候選人的政治花瓶。

### 政綱
2016年12月14日，胡國興公佈他的參選主調「心要正、路要正、香港重回正軌」及政綱。政綱主要希望以新人事、新作風帶領透明度高、有各政黨代表以及更大公民參與的政府，凝聚共識，建立公平制度、融和社會，從而令香港重回正軌。他提出按《基本法》條文重啟政改，把現時由1,200人組成的選舉委員會，改為提名委員會，大幅增加合資格選民人數，從大約25萬人增加至約100萬人，爭取在2022年一人一票普選行政長官。並逐步擴大提名委員會選民至所有選民，使功能組別效用褪色，循序漸進達至雙普選。他亦獲得前新聞統籌專員何安達出任競選辦公室主任。其後，胡國興在2017年1月的更新版政綱中，加入先就香港特別行政區基本法第二十二條立法保障「兩制」，然後才就香港特別行政區基本法第二十三條立法，保障「一國」，防止中央人民政府及其轄下直轄市、省及駐港機構等機關干預香港政治。

### 爭取提名
胡國興於2017年2月14日，即提名期開始第一日時，僅獲3人提名，他形容自己是「半告急狀態」。其後，經過民主派選委選舉聯盟「民主300+」的商討後，決定將298張提名票分配予胡國興及曾俊華兩人，使他們共同獲得候選資格以對付獲中央支持的林鄭月娥。此後，胡國興於2月16日獲得六個高等教育界選委提名，其中包括公民黨創黨主席關信基。2017年2月18日，醫學界「真普選醫生聯盟」名單成員黃任匡牽頭的「民主政綱先決計劃」，聯合共7個專業界別的民主派選委隊伍，宣布將第一批46票提名予胡國興。此後，在曾俊華獲得足夠提名「入閘」後，民主派選委轉向支持胡國興參選，其中他更獲社會福利界55個選委提名他，佔了該界別的大多數。

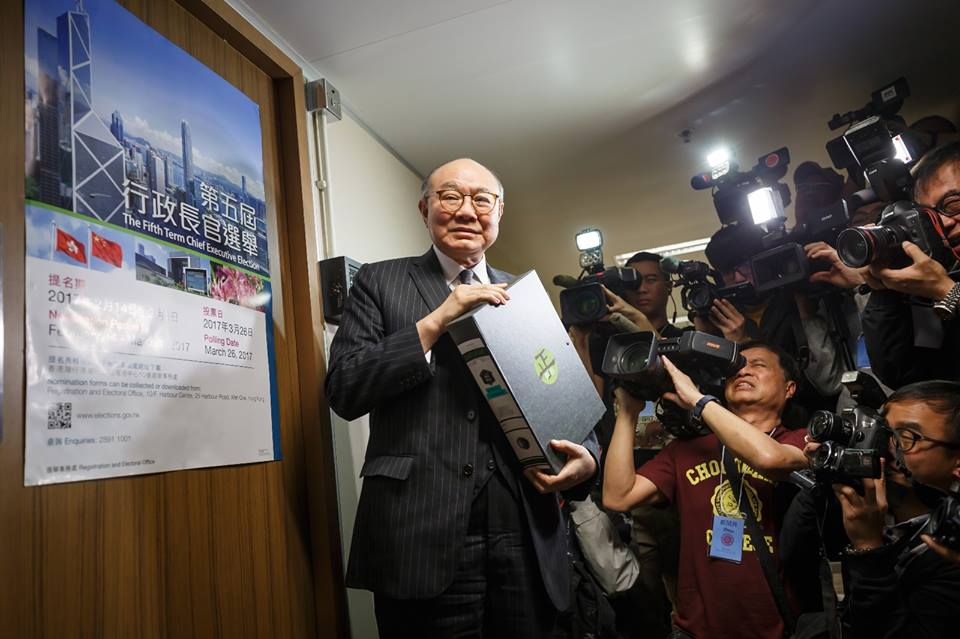
胡國興前往選舉事務處遞交180張提名表格「入閘」

2017年2月27日，胡國興向選舉事務處提交180張提名表格，並於晚上獲確認提名有效，成為2017年香港行政長官選舉的第二名候選人。他表示，由於特首參選人林鄭月娥的施政理念，「比梁振英更加梁振英」，他會以「百分之二百的決心」阻止她當選。
在提名期結束後，不同的選舉論壇開始舉行。2017年3月5日，民主思路舉辦選舉論壇，只有林鄭月娥和他出席。他在論壇上直言，林鄭月娥乃因循守舊的「技術官僚」，她愈熟悉行政，就愈膽大妄為，愈懂得繞過程序，自把自為，故認為香港現需一位心術正的特首。此言論事後獲不少人讚賞，並顯示出他全力狙擊林鄭月娥的能力。

### 被部分民主派指責為分薄票源
胡國興「入閘」後，外界關注他與曾俊華最終是否會因互相爭奪票源，而使兩人都不能當選。當時，提名胡國興「入閘」的選委亦大多抱著增加選舉競爭性，以及有著讓他在選舉論壇狙擊林鄭月娥的考量。然而，2017年3月9日，胡國興於電台節目上表明希望民主派分票，引起選委哄動。專業議政召集人郭榮鏗當日下午急召記者反駁，表明民主300+「無分裂的條件，只有團結的需要」，又謂「胡官必須認清形勢，認清他所站的位置」，直指很多民主派選委不同意分票的策略，他個人更覺得胡官的邏輯很難理解。民主黨創黨主席李柱銘亦曾在專欄撰文狠批胡官無能力阻止林鄭月娥當選，又表示難以理解民主派選委提名胡曾兩人入閘，形容是「自己製造個鎅票陷阱俾自己踩」，現在進入投票階段，應該集中選票支持曾俊華。最終，一直在選舉期間傳得熱烈的「鎅票論」並不成立，曾俊華並不能取得民主派一直以為的商界票，僅獲365票落敗，其建制派票數只有50－60票。
壹傳媒創辦人黎智英於2017年3月12日在《蘋果日報》撰文「不要讓陰謀得逞」。文中直指，胡國興身邊有不少人與內地有關係，例如他的兒子胡雅倫是中聯辦統戰組織菁英會和香港青年聯會的成員，他更是茂名市的政協。他在舅父鄧國強的律師樓工作，而鄧國強是中國國際貿易促進會成員，和中國國際商會的建設和勞動法調解員，這些都是中國大陸重點的協會，而他律師樓做的主要是大陸生意。而他指出，胡國興助選團的主幹鍾瑞珍以前是民建聯葛珮帆議員的助理，認為這些人過去政治上傾向建制派，認為他參選是為分薄票源。他認為「（中共）為了確保CY（梁振英）第二必定當選，找胡官出來變臉扮泛民代表，設下個𠝹票機制，令儍呼呼的泛民分散票源投到口是心非的胡官身上」。
胡國興於翌日高調反擊，認為此論調是「廢話」，斥以背景論調身分是「文革時代的手法」，「難道候選人做過港督的副手，就是英國特務？」。胡國興指出，他參選主要是防止林鄭月娥在第一輪投票就當選，自己自選舉開始以來，都一直不眠不休「撬走可以動搖嘅建制派每一票」。

### 結果
2017年3月20日，手握至少325張選委票的民主派選委聯盟「民主300+」召開會議討論投票取向，當中九成選委支持曾俊華，只有少數選票堅持投予胡國興。這意味著胡國興被民主派放棄，很可能以低票落選。
2017年3月26日，胡國興在嚴峻的選情下，僅獲21票落敗，成為歷屆得票率最低的候選人。泛民主派選委大多選擇曾俊華，而他與曾俊華都敗於林郑月娥。他形容自己獲得21票算不錯，強調提名自己的選委一早明言未必會投票予他。選舉過後，他發表落選感言，呼籲年輕人堅守自己的陣地，為生命的理想堅持。

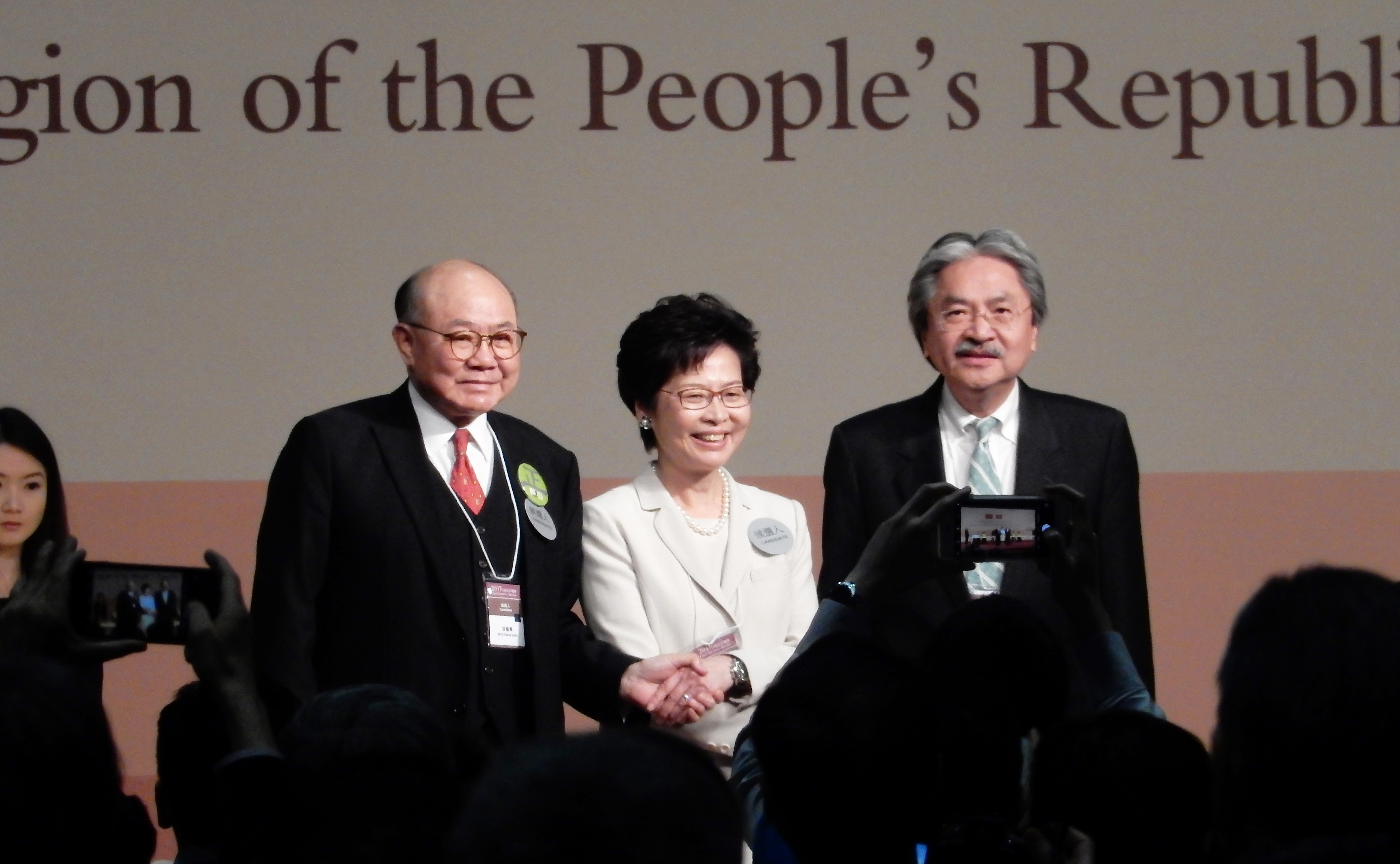
林鄭月娥當選後，與胡國興及曾俊華在香港會議展覽中心開票場地合照

|  | 以後有緣，江湖再會！ 選舉結束後，我主動去左網媒體等嘅地方同佢地見面，因為網媒冇得入場，我對所有媒體都一視同仁，亦非常尊重。我同大家講： 我誠心祝願林鄭月娥新特首，未來五年，做到佢講嘅放下成見、與眾同行。 以前做法官，我慣咗做球証。今次落場踢前鋒，要多謝家人，同競選團隊支持。我地人少少，但係好有隊形。尤其要多謝我太太，每次被人鬆肘，都有佢錫番我。 我唔在乎將來人地記得我乜野，我只係在乎要記住每一個我喺參選路上遇上嘅香港人。我尤其感激投票畀我嘅選委，佢哋無疑係最守原則，最依照良心行事嘅人，我向佢哋致敬。 我參選第一個階段的目的係ABC，已經做到。第二階段要睇以後，我建議重啟政改、22條立法、全民退保，如果最終有民意支持落實，我就超額完成。 最後我有心底說話，特別想同各位年青朋友講。記者朋友好鐘意問我：有無後悔，有無失望，覺唔覺得唔公平？我相信呢D問題，反映好多香港人而家嘅受壓抑嘅心理狀況。 我希望我呢個71歲香港人，「不含糊、不閃避」、「有話直講，勇往直前」嘅態度，多多少少可以為社會作出積極嘅示範作用。 我好鍾意我長大嘅地方－榕樹頭。個度嘅大榕樹已經全部生晒鬚，佢地每一棵都曾經係一粒小種籽。不過，每一粒種籽都能夠堅守自己嘅小陣地，幾十年後無人再可以動搖佢地。 我希望你同我，都會堅守自己嘅小陣地，喺陽光之下努力，為生命嘅理想堅持。 以後有緣，江湖再會！ |

選舉過後，不少民主派選委對不能投票予胡國興表示非常歉疚，並感謝他為港人而參選。
其中，建築、測量、都市規劃及園境界選委陳元敬於2017年3月25日在立場新聞上撰文，表示大眾都必須要向胡國興說一句「多謝」。胡國興作為退休法官，自然及不上官拜政務司司長和財政司司長的林鄭月娥及曾俊華般擁有強大的人脈網絡和政策認知，亦沒有政黨支援，在制定政綱，參與辯論，和拉攏各界選委支持時自不然處於劣勢，他卻能以其政綱和論述成功打動180名選委提名而入閘。一位71歲的退休人士，從競選初期連幾個政策局的名字也說不出來，到後期能與其餘候選人同台辯論，各樣政策範疇說得頭頭是道，更時有主動出擊，詞鋒銳利。他亦指胡國興本來大可以安享清福，卻投奔這個刀光劍影，埋身肉搏的戰場，而且到最後一刻仍然沒有放棄。他的政綱成為非建制派拿給其餘候選人參考的模範。他指，若然沒有胡國興的超越831政改路線圖，其餘候選人的政綱內或許連「政改」兩字都沒有，沒有胡國興主張的基本法22條立法及收回150名單程證移民的部份審批權，這兩項議題不可能成為其餘候選人的必答題。
而醫學界選委黃任匡於2017年3月29日撰文指，在選舉之後心情非常鬱悶，包括其在內的多數泛民選委們最後都沒能投票給胡國興，實在對不起胡國興。他指出，如果在公平公義的選舉當中，胡國興是不二之選。但在現時的特首小圈子選舉裏面，他們不得不兵行險着、放手一搏，投票予理念明顯遜色但有合理勝算的候選人（曾俊華）。

## 家庭
胡國興家族與其姻親皆擁有不少在商業及法律界上發展的人士。胡國興與妻子鄧小婷育有兩女兩子。長子胡雅烈從商，媳婦于文瑛是已故前熊谷組（香港）有限公司主席鏡波的女兒，其同父異母的妹妹是文鳳，幼子胡雅倫是執業律師，是廣東省茂名市政協委員，江蘇省青年聯合會、香港青年聯會和香港菁英會會員。
胡的胞妹胡肖霞是大角咀大同新邨聖德肋撒幼稚園校長。她曾經被下屬教職員投訴，被揭要求下屬在工作時間遠赴其上水古洞住所畫壁畫，以及衝入課室指罵老師。

## 病史及嗜好
《蘋果日報》於2019年7月報道指胡國興患上骨科疾病，並同時感染不知名病毒，在瑪麗醫院深切治療部留醫。胡國興發言人指胡只是患很常見的細菌感染，經治療後已康復中。
胡國興早年有吸煙習慣，但已在2015年戒掉。

## 年表
- 英華書院（畢業於1965年）
- 伯明翰大學法學學士（畢業於1968年）
- 倫敦大學（倫敦大學學院）法學碩士（畢業於1969年）
- 英國大律師資格（1969年）
- 取得香港大律師資格，開始在香港執業（1970年）
- 樹仁學院法律系兼職講師（1973年至1987年）
- 樹仁學院法律及商業學系系主任（1986年至2004年）
- 御用大律師（1987年）
- 獲委任為香港高等法院原訟法庭法官，並結束22年執業律師生涯（1992年）
- 選區分界及選舉事務委員會主席（1993年至1997年）
- 首任選舉管理委員會主席（1997年至2006年）
- 香港政府委任其調查嘉利大廈大火（1996年）
- 與鄭維健成立獨立的調查委員會，調查新機場混亂事件（1998年7月21日）
- 香港高等法院上訴法庭法官（2000年）
- 香港高等法院上訴法庭副庭長（2004年）
- 截取通訊及監察事務專員（2006年8月17日）
- 與李澤培成立獨立的調查委員會，調查香港教育學院風波，其後辭任（2007年2月15日）
- 退任高等法院上訴法庭副庭長（2011年1月13日）
- 宣佈參選2017年香港特別行政區行政長官選舉（2016年10月27日）

## 外部連結
- 胡國興的Facebook專頁
- 胡國興 （页面存档备份，存于）的個人Facebook帳戶
- 胡國興競選網站
- 政制事務局:委任選舉管理委員會主席
- 司法機構:委任司法人員

| 政府职务 | 政府职务                                    | 政府职务      |
| -------- | ------------------------------------------- | ------------- |
| 新頭銜   | 截取通訊及監察事務專員 2006年8月－2012年7月 | 繼任： 邵德煒 |